# Põltsamaa (rzeka)
Põltsamaa (est. Põltsamaa jõgi) – rzeka w Estonii, najdłuższy dopływ Pedji, o długości 135 km. Swoje źródła ma na terenie rezerwatu przyrody Endla, 5,5 km od miasta Tamsalu. Płynie przez prowincje Jõgevamaa, Järvamaa i Virumaa Zachodnia. Uchodzi do Pedji w pobliżu jeziora Võrtsjärv. Ostatni odcinek od jej ujścia do ujścia Pedji do jeziora jest nazywany Pede. Nad rzeką leży miasto Põltsamaa. Ważniejszymi dopływami są: Ilmandu, Nõmme, Päinurme, Preedi, Oostriku.